# Erazm z Arkadii
Erazm z Arkadii, właściwie Gerasimos Avlonites (ur. ok. 1690, zm. ok. 1773) – grecki duchowny prawosławny, który w drugiej połowie XVIII wieku działał w krajach protestanckich Europy, a zasłynął z ożywionych kontaktów z luteranami, kalwinistami i metodystami.

## Życiorys
Erazm z Arkadii pochodził z Korfu, gdzie otrzymał podstawy wykształcenia teologicznego, a następnie został księdzem prawosławnym. Na macierzystej wyspie pełnił najprawdopodobniej funkcję protoprezbitera zanim około 1750 roku przeniósł się na Kretę. W 1750 roku został administratorem eparchii Arkadii i Kandii. Nie jest pewne czy został biskupem. Nie jest wymieniany w XVIII wiecznych spisach prawosławnych hierarchów kościelnych Krety. Nie jest znana data i miejsce jego chirotonii ani imiona konsekratorów. Prawdopodobnie jednak, jak wielu ówczesnych biskupów prawosławnych w Imperium Osmańskim, ukrywał swoją funkcję kościelną na wyspie, aby uniknąć ewentualnego prześladowania.
Rezydując w klasztorze w Arkadii udzielał wsparcia lokalnemu ruchowi oporu. W 1752 roku został przez władze tureckie wygnany z Krety. Przypuszczalnie udał się na emigrację do Wenecji.
W 1752 roku przybył do Amsterdamu, gdzie na zaproszenie lokalnej społeczności kupców greckich pełnił posługę duchowną dla prawosławnej misji przy cerkwi św. Katarzyny Aleksandryjskiej, a podległej jurysdykcji metropolity Smyrny. W tym czasie pracował z niemieckim drukarzem Johannesem Christophem Haberkornem przy wydaniu greckiego dzieła teologicznego Petra tou Skandalou.
W 1761 roku Erazm z Arkadii przyjechał do Londynu w celu przygotowania angielskiego wydania Petra tou Skandalou. Podczas pobytu w mieście zainteresował się rozwijającym się wówczas pod wpływem pietyzmu ruchem przebudzeniowym, a zwłaszcza działalnością Charlesa Wesleya. Nawiązał korespondencję z ideologami metodyzmu. Spotkał się następnie kilka razy z Johnem Wesleyem.
Podczas kolejnych pobytów w Anglii w latach 1763–1765 miał dokonać kilkakrotnie święceń duchownych dla wspólnoty metodystycznej, a w 1764 roku również konsekrować potajemnie Johna Wesleya na biskupa.
W latach 1768–1769 Erazm z Arkadii przebywał w Skandynawii, gdzie spotkał się z liderami Kościoła Szwecji. W latach 1772–1773 odbył podróż do Szwajcarii. Przebywał w Bazylei, skąd prowadził korespondencję z Johannesem Casparem Lavaterem.
Zmarł po 1773 roku.